# Antoni Turek
Antoni Turek (* 1. Mai 1907 in Dortmund, Deutsches Reich; † 26. November 1996 in Sopot, Polen) war ein polnischer Lehrer und von 1945 bis 1946 Stadtpräsident von Sopot (deutsch Zoppot).

## Leben
Antoni Turek wurde am 1. Mai 1907 in Dortmund als Sohn eines Bergmanns geboren. Er absolvierte 1926 die Pädagogische Hochschule in Posen. Seine erste Anstellung fand er an der Dorfschule von Zdunowice bei Kościerzyna. Danach wurde er Lehrer und Leiter einer Grundschule in Wejherowo, wo er Katarzyna Hoeft heiratete. Nach dem Überfall auf Polen kämpfte Turek in einem Marineschützenregiment und dann beim KOP-Bataillons Hel auf der Halbinsel Hel. Bis Kriegsende war er im Offizierslager II C (Oflag II C) in Woldenberg in Gefangenschaft.
Mit seiner Ehefrau engagierte sich Turek bei der Gründung der Grundschule Nr. 2 in Wejherowo. Er wurde Mitglied der Polska Partia Robotnicza (PPR, Polnische Arbeiterpartei). Nach der Verhaftung des Stadtpräsidenten Michniewicz wurde Turek im November 1945 zum Nachfolger ernannt. Die formelle Wahl erfolgte erst im Januar 1946. Als Stadtoberhaupt konnte er die Verhältnisse in Sopot stabilisieren. Turek erreichte die Rückgabe des ehemaligen Kasino-Hotels, damals Sitz des örtlichen Militärkommandos, an die Stadt. Den Vertretern der Roten Armee schlug er als Alternative zu einer Kriegsgräberstätte auf dem Rathausplatz einen Platz im Waldgebiet auf dem Wzgórze Olimpijskie vor.
Turek trat zum 31. August 1946 von seinem Amt zurück, da er nicht den Weisungen seiner Vorgesetzten folgen wollte und sich weigerte unbequeme Einwohner aus der Stadt auszuweisen. Bis zu seinem Ruhestand arbeitete er bei der Verwaltung des Schulbezirks.

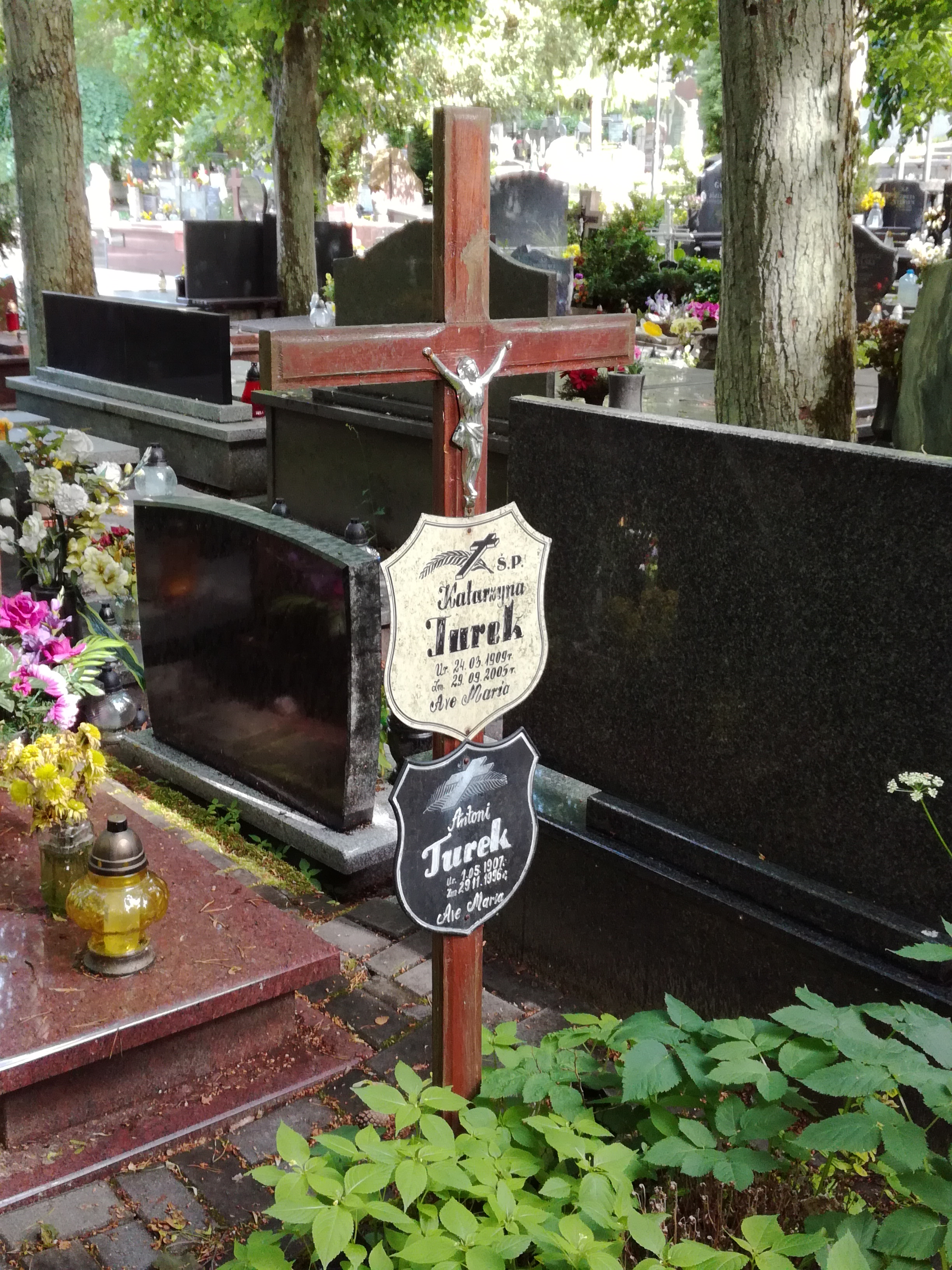
Grab des Ehepaars Turek in Sopot

Antoni Turek starb am 26. November 1996 in Sopot und wurde auf dem katholischen Friedhof der Stadt begraben.

## Katarzyna Turkowa
Katarzyna Turkowa wurde am 24. März 1909 in Fischerbabke geboren. Sie arbeitete seit 1928 als Aushilfslehrerin in Gdynia und wurde 1935 Lehrerin in Wejherowo, wo sie auch eine Pfadfinderinnengruppe leitete. Nach dem Überfall auf Polen wurde sie verhaftet. Ihr Bruder Walter Hoeft (1906–1939) wurde als polnischer Vikar inhaftiert und am 10. November 1939 beim Massaker von Piaśnica erschossen. Turkowa konnte entkommen und kümmerte sich während des Warschauer Aufstands um obdachlose Kinder. Nach einer weiteren Verhaftung konnte sie auch aus dem Lager in Pruszków entkommen. Ihre Mutter starb während des Warschauer Aufstandes. Nach dem Krieg arbeitete Turkowa als Lehrerin in Gdańsk-Wrzeszcz, bei der Schulverwaltung und von 1958 bis 1972 als Lehrerin in Sopot. Sie war Mitglied des Vorstands der Polnischen Lehrergewerkschaft (ZNP) in Danzig und Schöffin am Bezirksgericht in Sopot. Sie starb am 29. September 2005 und wurde an der Seite ihres Mannes begraben.